# Кащук Наталя Омелянівна
Ната́ля Омеля́нівна Кащу́к (25 жовтня 1937, Слов'янськ, нині Донецької області — 2 липня 1991, Київ) — українська письменниця (поетеса, прозаїк, нарисовець, перекладач), журналістка, редактор. Член Спілки письменників України від 1968 року.

## Біографія

### Родина. Ранні роки
Наталя Кащук народилася в Слов'янську в родині службовця. Батько, Омелян Павлович Кащук був родом з Черкащини, з с.Добра, мати, Галина Олександрівна –  з Кам'янця-Подільского, мала вчительську освіту. Серед предків Наталії Кащук були представники польського роду Гаврун-Комарницьких.
В родині крім Наталі було ще двоє дітей – старша сестра Леся та молодший брат Юрій. Під час радянсько-німецької війни родина опинилась в окупації. Батько був заарештований німцями та потрапив до концтабору. У 1942 році, рятуючись від страшного голоду, мати з дітьми перебралася до Кам'янця-Подільского, де жила її мачуха, Ольга Костянтинівна Залевська. Омелян Кащук зміг втекти з концтабору, але у 1944 році помер від крововиливу. Родина жила важко, мати працювала на метеостанції, великий вплив на майбутню поетесу мала "прийомна" бабуся, Ольга Костянтинівна, про яку Наталія згадувала пізніше :"найніжніша і найлагідніша істота, яка ладна була весь світ дітям прихилити..." 

### Навчання. Початок творчості
Наталя Кащук навчалась у  середній жіночій школі № 5 м.Кам'янець-Подільський (тепер школа-інтернат №2). Незважаючи на матеріальні труднощі шкільне життя було цікавим та різнобарвним. Наталка співала в хорі, грала в шкільних спектаклях, виступала перед пораненими бійцями у місцевому госпіталі. На формування її особистості вплинули педагоги - класний керівник  М.Я.Боєва,  вчитель історії М.І Дудников, завідувач дендровідділу Ботанічного саду І.П.Чепіжко, відомий краєзнавець, керівник історичного гуртка міста Т.А.Сис. У старших класах Наталя Кащук стала учасницею літературної студії під керівництвом Є.М Гінзбург, доцента Кам'янець –Подільського педінституту.Саме Євгенія Мойсеївна стала для Наталі "духовною матір'ю", спричинилася до першої публікаці вірша здібної дівчини "Дума над Дністром" у місцевій газеті "Прапор Жовтня".
У 1954 році Наталя Кащук закінчила середню школу з золотою медаллю. За порадою  Є.М.Гінзбург  поїхала на навчання до Чернівців. У вересні 1954 року Наталя стала студенткою Чернівецького університету. На першому курсі вступила до місцевого літоб'єднання під керівництвом Йосипа Курлата, учасниками якого були Анатолій Добрянський, Степан Будний, Михайло Ткач, Богдан Мельничук, Володимир Бабляк та інші.  Вірші Наталі друкувались в газеті "Радянська Буковина".
У 1955 на літературному вечорі за участю Платона Воронька Н.Кащук прочитала свій вірш "Леся Українка", відбулося її особисте знайомство з поетом. Наталя Кащук вважала П.Воронька своїм літературним "хрещеним батьком".
Вірш "Леся Українка" було надруковано у альманасі "Кам'янець-Подільський", №1 за 1956 рік, він отримав схвальні рецензії.
В цьому вірші Наталя Кащук пророчо бере за взірець творчість і долю великої української поетеси
Чи виростуть в моєї пісні крила,

Чи полетить вона над рідним краєм,

Чи знайде відгук в людях? - Я не знаю.

Та завжди будеш ти для мене мила

І завжди будеш на шляху моєму

Яскравою провідною зорею.

Твій гордий приклад мужності людської

Мене завжди вестиме за собою.
Вже в студентські роки Наталя мала проблеми з серцем.У вересні 1955 року разом з однокурсниками їде на роботу до колгоспу в с.Банилів. Там Наталя важко захворіла на ангіну, яка дала ускладнення. Страждала від ревмокардиту, хвороба викликала сильні болі, запаморочення, її наслідки були небезпечними для життя.

### Київський університет
У 1956 році  Н.Кащук перевелась на навчання у Київський університет, де стала учасницею університетської літстудії. Старостою студії був В.Симоненко, з яким у поетеси склалися дружні стосунки. У цей час  познайомилася з М.Сомом, Б.Олійником, В.Діденком, В.Коломійцем та іншими представниками тодішньої української літературної молоді.
Також разом з Л.Татаренко, М.Сіренком та іншими відвідувала літературну студію під керівництвом Д.Білоуса при київському видавництві "Молодь"
Творчість молодої поетеси схвально оцінив Платон Воронько та посприяв друку її поезій у журналі "Дніпро". Павло Тичина зробив докладний аналіз  вірша Н.Кащук "Визволитель". За спогадами М.Сома, який називав Наталю своїм першим коханням:
|  | Її - дивовижно вродливу і мудру – любили наші корифеї : Павло Тичина, Максим Рильський, Олесь Гончар, Платон Воронько. Її також любили й шанували мої друзі: Василь Симоненко, Володимир Забаштанський, Станіслав Тельнюк, Борис Мозолевський, Володимир Підпалий.Усі - незабутні...Ніколи не забуду, як вона чарувала на Хрещатику зросійщених міщан своєю довгою косою, яскравою вишиванкою і променистою мовою-розмовою.Перехожі зупинялися:де взялася така краса? Говорили:"Це іде сама Україна!"...ні в житті ні в творчості вона не піддалася русифікації... |

У "Літературній газеті" вийшла дебютна добірка віршів Наталі Кащук з передмовою Павла Усенка, також вірші молодої поетеси були надруковані в журналі "Дніпро".
12 лютого 1957 року у «Київській правді» надруковано прозовий твір Н. Кащук — новелу «Мужність», на створення якої письменницю надихнула постать Є. М. Гінзбург.
У 1957 році Наталя Кащук стає членом бюро літературної студії при видавництві "Молодь". Вона організовує зустрічі з молодими поетами, письменниками. Саме Наталя запрошує до Києва свого давнього знайомого Степана Будного, який після закінчення навчання вчителював на Тернопільщіні.
У грудні 1957 року Наталя зустрічає С.Будного у Києві,  поет читає свої вірші перед літстудійцями "Молоді", його поезію високо оцінює Павло Тичина і рекомендує до видання. Після повернення додому Степан важко захворів і невдовзі помер. Наталя Кащук була серед тих, хто до останнього підтримував поета, сприяла посмертному виходу друком збірки його віршів "Людина до сонця йде", збереженню пам'яті про С.Будного - їздила на Тернопільщіну, познайомилась з матір'ю поета, знайшла і зберегла його рукописи.
У 1958 році стала літконсультантом видавництва "Молодь", пізніше працювала у редакціях сучасної української літератури та поезії й драматургії.

### Зрілі роки
У 1959 році Наталя закінчила інститут за фахом філолог, працювала редактором у Держлітвидаві, видавництві "Дніпро".
Несподіванно для всіх виїхала в Кривий Ріг, де працювала у бригаді Миколи Коцюби муляром та бетонницею на будівництві Криворіжсталі. На основі вражень згодом написала роман "Рудана".
Важка фізична праця спровокувала загострення давньої хвороби, Наталя  повернулася до Києва, де пройшла курс лікування. Працювала у Політвидаві. 
Далі була старшим редактором відділу літератури та роз'їзним кореспондентом журналу «Україна», кореспондентом журналу "Радянська жінка".
У 1961 році виходить збірка поезій С.Будного з передмовою Наталі Омелянівни.
Влітку 1968 року написала вірш "Кирилівський собор" на підтримку Олеся Гончара, якого в той час цькували за роман "Собор". Вірш має присвяту - "Олесеві Гончару, перед громадянською чесністю якого схиляюся".
У 1968 році Н.Кащук приймають до СПУ.
У 1969 році перенесла операцію у зв'язку з стенозом клапанів серця. Свій досвід та пережите Наталія Кащук описала в циклі поезій "В сутінках болю", повісті "Операція на серці".
Підтримувала і сприяла першим публікаціям Володимира Базилевського, Галини Гордасевич, Віктора Кушніра, Степана Пушика, Леоніда Закордонця, Богдана Стельмаха та інших. Заприятелювала і 20 років підтримувала переписку з  поетесою Ганною Світличною. Підтримувала дружні стосунки з Володмиром Соботовичем, Віктором Кушніром, Володимиром Підпалим, Василем Земляком, Василем Боровим, Миколою Федунцем та іншими.
У 70-х роках Наталя Кащук друкується в журналах "Вітчизна", "Дніпро", "Жовтень", "Ранок", "Радянська жінка", на основі її нарисів про українську мову, українські пісні, видатних людей створюються радіопередачі на Республіканському радіо, з редакторкою якого, Ніною Бойко, була добре знайома. Одна з радіопередач була присвячена ліриці Павла Тичини, плівка не зберіглась.
У 1977 році перенесла другу операцію на серці.
Просто в лікарні відредагувала, в подальшому сприяла виходу друком першої повісті хірурга та письменника Юрія Фурманова "Трансплантація".
В журналі "Перець" №21 за 1978р розміщено дружній шарж А.Арутюнянца , присвячений поетесі.
У 80-х в журналі "Вітчизна" надруковано вінок сонетів Н.Кащук "Над Либіддю, що схована в бетон".
Наталя Кащук знала англійську, польську, вірменську, болгарську та інші мови, займалася літературними перекладами. Побувала в Грузії, Киргизії, за кордоном. Створювала поезії за мотивами вражень від поїздок. Брала участь у творчих вечорах, на яких знайомила читачів з творчістю українських поетів, читала й свої твори. Часто схвальні рецензії Н.Кащук допомагали надрукувати твір, як це, наприклад, сталося з книжкою "Канадські зустрічі" Б.Мельничука, в якій автор описував своє знайомство з українцями-емігрантами в Канаді.
Захоплювалася  вишивкою, малюванням, українськими піснями. Ті, хто знав Наталю Омелянівну, відзначали її професійність, чуйне серце, її вроду, жіночність, любов до вишиванок, які вона носила навіть в часи найгіршої українофобії.
В коло знайомих Наталії Омелянівни крім поетів, письменників також входили  артисти, співаки – Д.Гнатюк, Н.Матвієнко, А.Мокренко, І.Миколайчук, скульптори А.Німенко, Г.Кальченко, композитор В.Івасюк, поетеса, музикант С.Майданська. Кожному з них присвятила нарис, вірш, про Івана Миколайчука створила повість "Зламана скрипка". Була особисто знайома з письменником Миколою Мачківським, якому допомагала у зборі матеріалів для його книг. Пізніше деякі з цих спогадів  увійшли в написаний Мачківським біографічний роман про Наталю Кащук "До вежі черленої".
В останні роки хвороба серця забирала в письменниці все більше сил, спричиняла фізичні та моральні страждання. Але навіть у цей час Наталя Омелянівна не здавалась і не впадала у відчай, жила активним творчим життям, працювала, брала участь у творчих заходах, несла слухачам українське слово, була люблячою матір'ю.
Померла 2 липня 1991 року під час третьої операції на серці.

## Пам'ять
Після смерті Наталії Кащук Олесь Гончар записав у щоденнику:
|  | Мруть хороші люди. Все меншає їх у Спілці. Ось пішла із життя Наталя Кащук, славна й талановита людина. В міру своїх здібностей робила добро Україні. Прощай, Наталю, хай буде легкою тобі ця нелегка земля… |

11 липня 1991 року у "Літературній Україні надруковано некролог "Наталя Кащук" з прощальним словом від С.Йовенко, Н.Бойко. вийшли статті В.Панчука "Відцвіла подільська квітка" і А.Сваричевського "Подільська квітка", присвячені пам'яті письменниці.
У 2007 році до ювілею письменниці у Кам'янці-Подільському встановлено меморіальну дошку на школі №5 (тепер школа-інтернат №2), яку вона закінчила
У 2005 році вийшов біографічний роман письменника Миколи Мачківського  "До вежі черленої", присвячений Наталі Кащук. У 2006 році за мотивами книги знято фільм «Біля червленої вежі».
У 2007 році була нарешті надрукована остання збірка віршів та перекладів Н.Кащук "Оболонь".

## Сім'я
Батько - Омелян Павлович Кащук (пом.1944) - вчився у Київському хіміко-технологічному інституті, працював на заводі "Червоний хімік".
Мати - Галина Олександрівна Кащук (пом.після 1982) -  закінчила Інститут народної освіти.
Чоловік (в шлюбі 1960-1971) - Віталій Кононенко
Син (нар.1961) - Віталій Кононенко, художник

## Твори
Наталя Кащук друкувала вірші у місцевій і республіканській пресі від 1953 року. Виступала також як нарисовець.

### Поезія
Окремими виданнями побачили світ збірки віршів:
- «Весняне пробудження» (1959),
- «Переднівок» (1968),
- «Світлодення» (1974),
- «Обереги» (1979),
- «Вічний вогонь» (1980),
- «Високе Відродження» (1986),
- «Ярінь» (1987),
- «Самоцвіти» (1989).

### Проза
- Збірки нарисів:
  - «Земна орбіта» (1972)
  - «Веселкова брама» (1978)
- Документальні повісті:
  - «Щедрість» (1971) — про двічі Героя Соціалістичної Праці Марію Савченко
  - «Золоті жнива» (1978) — про двічі Героя Соціалістичної Праці Пилипа Желюка
- Повісті:
  - «Рудана» (1977)
- Збірки оповідань:
  - «Озимина бринить» (1981)
- Збірка статей, оповідань, спогадів «Сонячний камертон» (1984)
- «Земні радощі» (Київ, 1985)

### Переклади
У перекладі російською мовою видано такі книги письменниці:
- збірку віршів «Белые гуси» (1968)
- «Древо добра» (Москва, 1976)
- «Рудана» (Москва, 1983)

Твори Наталі Кащук перекладено також білоруською, грузинською, вірменською, киргизькою, болгарською, чеською, словацькою, англійською, німецькою та іншими мовами.
Сама Наталя Кащук переклала з російської мови повість Віталія Закруткіна «Матір людська» (Київ, 1974).

### Листи, спогади, щоденник
Важливою часткою спадщини Наталі Кащук є її спогади, записи у щоденнику та листи до Є.М.Гінзбург, Б.Мельничука, В.Борового, однокласниці та дружини поета Петра Фаренюка Раїси Мручко з  описом мандрівок, природи, власних переживань, духовних криз, словесних портретів знайомих поетів та письменників, характеристиками П.Воронька, М.Рильського, Д.Павличка, В.Земляка та інших. Вже в юному віці у листі до Є.М.Гінзбург Н.Кащук пише про трагічність доль українських митців – Рильського,Тичини, Сосюри, інших та особливо деяких письменників молодшого покоління, які всього бояться, "навіть власної тіні", ходять по владних кабінетах, переконуючи, що в них на думці немає нічого забороненого. З цього ряду виділяє тільки Дмитра Павличка за його мужність.
|  | Нема з кого "життя робити", ніхто з них ідеалом стати не може.Мужності нема, хоч вони й мужчини.Моя Леся Українка, як і раніше - провідна зірка для мене |

Свою життєву позицію Наталя Кащук відкриває у щоденнику:
|  | Мене страшенно дратують люди бездіяльні, їхня порожня, ради пишного словця балаканина, всілякі зборища, довжелезні промови...Якось раптом не просто збагнула, а відчула, який короткий людський вік і як нерозумно тратимо іноді час, дні, роки...Нині ж для мене найдорожче - залишитися чесною в слові, щирою в почуваннях... |

## Нагороди
- Почесна грамота Президії Верховної Ради Білоруської РСР.